# Schuttrange
Schuttrange (lb. Schëtter, niem. Schüttringen) − miejscowość i gmina (gemeng / commune / Gemeinde) w południowo-zachodnim Luksemburgu, w kantonie Luksemburg. Do 3 października 2015 gmina leżała w dystrykcie Luksemburg. Siedziba administracyjna gminy znajduje się w miejscowości Schuttrange. Liczy 4387 mieszkańców (1 stycznia 2023). 

## Podział administracyjny
Do gminy należy pięć miejscowości, w tym pięć (Uertschaft) oraz żaden lieu-dit:
1. Munsbach (Mënsbech / Münsbach)
2. Neuhaeusgen (Neihaischen / Neuhäuschen)
3. Schrassig (Schraasseg)
4. Schuttrange (Schëtter / Schüttringen)
5. Uebersyren (Iwwersiren / Übersyren)